# The Last Command
The Last Command är den amerikanska hårdrocksgruppen W.A.S.P.:s andra studioalbum, utgivet den 9 november 1985. Det är gruppens första album med trummisen Steve Riley. Albumet utgavs på LP, kassettband och CD.
Singeln "Blind in Texas" utgavs bland annat som oregelbundet formad bildskiva.
Låten "Cries in the Night" bygger på "Mr. Cool", som utgavs som singel 1976 av Killer Kane Band, i vilket Blackie Lawless var medlem. Lawless spelade senare in "Mr. Cool" med sitt band Circus Circus.

## Låtlista
| 1. | Wild Child          | 5:12 |
| 2. | Ballcrusher         | 3:27 |
| 3. | Fistful of Diamonds | 4:13 |
| 4. | Jack Action         | 4:16 |
| 5. | Widowmaker          | 5:17 |

| 6.           | Blind in Texas              | 4:21  |
| 7.           | Cries in the Night          | 3:41  |
| 8.           | The Last Command            | 4:10  |
| 9.           | Running Wild in the Streets | 3:30  |
| 10.          | Sex Drive                   | 3:12  |
| Total längd: | Total längd:                | 41:19 |

| 11. | Mississippi Queen (Mountain-cover)                                     | 3:21 |
| 12. | Savage                                                                 | 3:32 |
| 13. | On Your Knees (Live at the Lyceum Ballroom, October 1984)              | 4:38 |
| 14. | Hellion (Live at the Lyceum Ballroom, October 1984)                    | 4:45 |
| 15. | Sleeping (In the Fire) (Live at the Lyceum Ballroom, October 1984)     | 5:44 |
| 16. | Animal (Fuck Like a Beast) (Live at the Lyceum Ballroom, October 1984) | 4:37 |
| 17. | I Wanna Be Somebody (Live at the Lyceum Ballroom, October 1984)        | 5:54 |

## Medverkande
- Blackie Lawless – sång, basgitarr
- Chris Holmes – gitarr
- Randy Piper – gitarr
- Steve Riley – trummor